# Точка еквівалентності
То́чка еквівале́нтності — момент у титриметричному аналізі, коли кількість доданого титранту є хімічно еквівалентною до кількості визначуваного компонента. Наприклад, для кислотно-основного титрування така точка досягається в момент [H+] = [OH-].
Визначення точки еквівалентності дозволяє встановити точну кількість цільового компонента у розчині. Її знаходження найчастіше здійснюється на основі спостережень за візуальними ефектами (зміною кольору хімічних індикаторів, помутнінням розчину, випадінням осаду) або фізичними характеристиками (зміною електропровідності, pH тощо). Момент зміни ефекта будь-якого з типів і, відповідно, момент припинення додавання титранту, називається кінцевою точкою титрування (КТТ). В ідеальному випадку точка еквівалентності і КТТ збігаються, однак на практиці між ними завжди присутня певна розбіжність, і що вона є більшою, то більшою є похибка визначення. Це впливає на вибір методу детекції (наприклад, конкретного хімічного індикатора).